# 张蓓雯
张蓓雯（英語：Zhang Beiwen，1990年7月12日—），女子羽毛球運動員，生於中國遼寧鞍山，2003年移民至新加坡並取得國籍；2013年移居到美國，於2021年取得美國國籍。

## 簡歷
張蓓雯原籍中國遼寧。2003年，張蓓雯前往新加坡發展，並於2006年1月成為新加坡永久居民，2007年5月正式入籍新加坡。
2008年4月，張蓓雯因為與女單主帥王俊杰意見不合，離開了新加坡國家羽毛球隊，到國外打球；後在同年10月底回歸新加坡國家隊。
張蓓雯在2013年離開新加坡前往美國，起初只有綠卡而無美國公民權，因此只能代表美國隊參加公開賽，張蓓雯2021年宣布取得美國國籍，並代表美國參與東京奧運。
2016年5月，世界羽聯宣布，張蓓雯因不符合代表居住国上场比赛的資格，将从奥运积分榜中除名，不过世界排名會被保留。因此其時女單奧運積分排名第33位的張蓓雯未能代表美國參加里約奧運會，該席位由排名第34位的王苑力取得。2021年取得美國國籍後，便得以正式代表美國參加東京奧運。
2016年10月，張蓓雯在法国羽毛球公开赛獲得亞軍。這是她首次進入世界羽聯超級賽決賽。

### 2018年：首夺超级赛冠军
2018年1月，張蓓雯出戰印度羽毛球公開賽。首圈，激战三局以2比1 （21-19、20-22、21-12）击退了印度的瓦什纳维·雷迪·杰卡。次圈，表现出色以2比0 （21-12、21-16）横扫印度的穆达·阿格雷。八强中，面对赛会4号种子、印度前一姐的塞娜·内维尔，以2比0 （21-10、21-13）击败了对手赢得完美的取胜。四强中，迎来了赛会6号种子、香港的張雁宜，以2比1 （14-21、21-12、21-19）逆转了对手，再度打进决赛圈。决赛中，面对赛会头号种子、东道主的普萨拉·文卡塔·辛杜，后者将全力以赴地捍卫主场，唯独一位印度女单选手为主场夺冠的希望。双方陷入三局大战后，最终她凭着自身的勇气成功以2比1 （21-18、11-21、22-20）掀翻了对手，赢得职业生涯中的第一座女单超级系列赛的冠军。
2021年7月29日，東京奧運女單16強賽，張蓓雯對戰何冰嬌，以21：14拿下第一局後，在第二局卻因為阿基里斯腱受傷不得不退賽，無緣晉級8強。
2023年，經過一年多的努力復健，張蓓雯復出參加國際大賽，在奧爾良名人賽和台北公開賽分別奮戰進入決賽。並在7月27日日本公開賽以黑馬之姿，直落二擊敗世界排名第3的陳雨菲，晉級8強。8月6日在澳洲羽球公開賽決賽，以20:22、21:16、21:8，1:2的戰績逆轉韓國金佳恩，獲得冠軍，是張蓓雯5年來在BWF超級賽女單的首冠。

## 主要比賽成績
只列出曾進入準決賽的國際賽事成績：
| 年份   | 賽事                         | 公開賽級別 | 項目     | 拍檔   | 成績   |
| ------ | ---------------------------- | ---------- | -------- | ------ | ------ |
| 2008年 | 越南羽毛球大獎賽             | 大獎賽     | 女子單打 | －     | 冠軍   |
| 2009年 | 印度羽毛球黃金大獎賽         | 黃金大獎賽 | 女子單打 | －     | 準決賽 |
| 2009年 | 新加坡羽毛球國際系列賽       | 國際系列賽 | 女子單打 | －     | 準決賽 |
| 2010年 | 印尼羽毛球黃金大獎賽         | 黃金大獎賽 | 女子單打 | －     | 準決賽 |
| 2012年 | 美國羽毛球黃金大獎賽         | 黃金大獎賽 | 女子單打 | －     | 準決賽 |
| 2013年 | 瑞士羽毛球國際賽             | 國際系列賽 | 女子單打 | －     | 冠軍   |
| 2013年 | 美國羽毛球國際賽             | 國際系列賽 | 女子單打 | －     | 冠軍   |
| 2013年 | 美國羽毛球國際賽             | 國際系列賽 | 女子雙打 | 洪静宇 | 冠軍   |
| 2013年 | 威爾斯羽毛球國際賽           | 國際挑戰賽 | 女子單打 | －     | 冠軍   |
| 2013年 | 愛爾蘭羽毛球公開賽           | 國際挑戰賽 | 女子單打 | －     | 冠軍   |
| 2013年 | 意大利羽毛球國際賽           | 國際挑戰賽 | 女子單打 | －     | 準決賽 |
| 2014年 | 秘魯羽毛球國際賽             | 國際系列賽 | 女子單打 | －     | 冠軍   |
| 2014年 | 加拿大羽毛球大獎賽           | 大獎賽     | 女子單打 | －     | 準決賽 |
| 2014年 | 美國羽毛球黃金大獎賽         | 黃金大獎賽 | 女子單打 | －     | 冠軍   |
| 2014年 | 巴西羽毛球大獎賽             | 大獎賽     | 女子單打 | －     | 冠軍   |
| 2014年 | 荷蘭羽毛球大獎賽             | 大獎賽     | 女子單打 | －     | 冠軍   |
| 2014年 | 美國羽毛球大獎賽             | 大獎賽     | 女子單打 | －     | 冠軍   |
| 2015年 | 美國羽毛球國際賽             | 國際系列賽 | 女子單打 | －     | 冠軍   |
| 2016年 | 加拿大羽毛球大獎賽           | 大獎賽     | 女子單打 | －     | 亞軍   |
| 2016年 | 美國羽毛球黃金大獎賽         | 黃金大獎賽 | 女子雙打 | 洪静宇 | 準決賽 |
| 2016年 | 荷蘭羽毛球大獎賽             | 大獎賽     | 女子單打 | －     | 冠軍   |
| 2016年 | 法國羽毛球超級賽             | 超級賽     | 女子單打 | －     | 亞軍   |
| 2016年 | 美國羽毛球國際挑戰賽         | 國際挑戰賽 | 女子單打 | －     | 冠軍   |
| 2016年 | 美國羽毛球國際挑戰賽         | 國際挑戰賽 | 女子雙打 | 洪靜宇 | 冠軍   |
| 2017年 | 德國羽毛球黃金大獎賽         | 黃金大獎賽 | 女子單打 | －     | 準決賽 |
| 2017年 | 新加坡羽毛球超級賽           | 超級賽     | 女子單打 | －     | 準決賽 |
| 2017年 | 泰國羽毛球黃金大獎賽         | 黃金大獎賽 | 女子單打 | －     | 準決賽 |
| 2017年 | 印尼羽毛球首要超級賽         | 首要超級賽 | 女子單打 | －     | 準決賽 |
| 2017年 | 荷蘭羽毛球大獎賽             | 大獎賽     | 女子單打 | －     | 冠軍   |
| 2017年 | 碧特博格羽毛球黃金大獎賽     | 黃金大獎賽 | 女子單打 | －     | 亞軍   |
| 2018年 | 印度羽毛球公開賽             | 超級500賽  | 女子單打 | －     | 冠軍   |
| 2018年 | 美國羽毛球公開賽             | 超級300賽  | 女子單打 | －     | 亞軍   |
| 2018年 | 泰國羽毛球公開賽             | 超級500賽  | 女子單打 | －     | 準決賽 |
| 2018年 | 韓國羽毛球公開賽             | 超級500賽  | 女子單打 | －     | 亞軍   |
| 2019年 | 瑞士羽毛球公開賽             | 超級300賽  | 女子單打 | －     | 準決賽 |
| 2019年 | 香港羽毛球公開賽             | 超級500賽  | 女子單打 | －     | 準決賽 |
| 2021年 | 泛美洲羽毛球錦標賽           | 其他       | 女子單打 | －     | 冠軍   |
| 2022年 | 泛美洲羽毛球錦標賽           | 其他       | 女子單打 | －     | 亞軍   |
| 2022年 | 加拿大羽毛球國際挑戰賽       | 國際挑戰賽 | 女子單打 | －     | 準決賽 |
| 2023年 | 泛美洲羽毛球混合團體錦標賽   | 其他       | 混合團體 | －     | 亞軍   |
| 2023年 | 瑞士羽毛球公開賽             | 超級300賽  | 女子單打 | －     | 準決賽 |
| 2023年 | 奧爾良羽毛球大師賽           | 超級300賽  | 女子單打 | －     | 亞軍   |
| 2023年 | 泛美洲羽毛球錦標賽           | 其他       | 女子單打 | －     | 亞軍   |
| 2023年 | 台北羽球公開賽               | 超級300賽  | 女子單打 | －     | 亞軍   |
| 2023年 | 加拿大羽毛球公開賽           | 超級500賽  | 女子單打 | －     | 準決賽 |
| 2023年 | 澳洲羽毛球公開賽             | 超級500賽  | 女子單打 | －     | 冠軍   |
| 2023年 | 泛美運動會羽毛球比賽         | 其他       | 女子單打 | －     | 金牌   |
| 2023年 | 海洛羽毛球公開賽             | 超級300賽  | 女子單打 | －     | 冠軍   |
| 2023年 | 日本熊本羽毛球大師賽         | 超級500賽  | 女子單打 | －     | 準決賽 |
| 2024年 | 泛美洲羽毛球男女子團體錦標賽 | 其他       | 女子團體 | －     | 亞軍   |
| 2024年 | 泛美洲羽毛球錦標賽           | 其他       | 女子單打 | －     | 冠軍   |
| 2024年 | 美國羽毛球公開賽             | 超級300賽  | 女子單打 | －     | 亞軍   |
| 2024年 | 加拿大羽毛球公開賽           | 超級500賽  | 女子單打 | －     | 準決賽 |
| 2025年 | 奧爾良羽毛球大師賽           | 超級300賽  | 女子單打 | －     | 準決賽 |
| 2025年 | 美國羽毛球公開賽             | 超級300賽  | 女子單打 | －     | 冠軍   |

| 2007-2017年 | 首要超級賽 | 超級賽 | 黃金大獎賽 | 大獎賽 | 國際挑戰賽 | 國際系列賽 | 未來系列賽 | 其他 |

| 2018-2026年 | 總決賽 | 超級1000賽 | 超級750賽 | 超級500賽 | 超級300賽 | 超級100賽 | 國際挑戰賽 | 國際系列賽 | 未來系列賽 | 其他 |

### 奧運會和世錦賽參賽紀錄
|          | 2018 | 2019 | 2020 | 2022 | 2023 | 2024 |
| -------- | ---- | ---- | ---- | ---- | ---- | ---- |
| 女子單打 | 16強 | 16強 | 16強 | 16強 | 16強 | 16強 |

## 外部連結
- 张蓓雯的Facebook專頁
- 张蓓雯的Instagram帳戶